# Famous Stars and Straps
Famous Stars and Straps est une ligne de vêtement et d'accessoires streetwear créée par Travis Barker, batteur des groupes  blink-182, The Transplants, et +44. La compagnie est basée à Ontario en Californie. La ligne de vêtements est influencée par la culture rock, hip-hop et également  "freestyle". Famous crée principalement des T-shirts,  sweats,  bonnets,  casquettes,  bandanas, ou encore des  ceintures, boucles de ceintures, chaussettes, des planches de skateboard et une ligne de vêtement pour femme récemment crée. 
Le logo de la marque le "F" est appelé le "badge d'honneur" il est utilisé pour représenté la marque, il fut créé pour Travis Barker par une célébrité de Myspace appelée "RockDaMullet". Le F est souvent utilisé pour les mots Famous, ou encore Family et Forever. Le projet Faith fut créé spécialement pour Travis Barker et les familles de ceux qui ont perdu la vie dans le crash d'avion dont Barker fut rescapé miraculeusement à l'automne 2008.  
Famous Stars and Straps est aussi connu pour avoir sa team de skateboard, BMX et de FMX. Les membres des teams sont appelés les FSAS Family. La marque n'est pas uniquement portée par des musiciens ou des freestylers, mais aussi par des combattants de MMA, des  acteurs et autres  célébrités, des  tatoueurs, des  graphistes, des  garagistes spécialisés dans le tuning…

## Personnalités portant FSAS
- Travis Barker et les membres de sa famille
- Les membres de  blink-182
- Les membres de The Transplants
- Les membres de +44
- la "Family"
- B-Real du groupe Cypress Hill
- Sonic Syndicate
- Lil Wayne
- Jermaine Dupri
- Lil' Jon
- Eminem
- Lars Frederiksen and the Bastards
- Paul Wall
- Les membres de Bullet for My Valentine
- The Game
- DJ AM
- Steve Jocz et Jason McCaslin du groupe Sum 41
- Fergie des Black Eyed Peas
- Snoop Dogg
- Lostprophets
- Synyster Gates du groupe Avenged Sevenfold
- Juliette and the Licks
- Robert Flynn du groupe Machine Head
- Gustav Schäfer du groupe Tokio Hotel
- Jeremy Stenberg Rider freestyle motocross
- Jimmie Strimell fondateur du groupe Dead by April
- Yelawolf - Collaboration pour la collection Country Fresh
- Hopsin